# Warren Woodcock
Warren Woodcock , né le 22 septembre 1936 et mort le 5 février 2022, est un joueur australien de tennis. 

## Palmarès

### Finale en simple messieurs
| No | Date | Nom et lieu du tournoi      | Catégorie | Surface | Vainqueur           | Score         |  |
| -- | ---- | --------------------------- | --------- | ------- | ------------------- | ------------- |  |
| 1  | 1960 | Tournoi de tennis du Canada |           | NC      | Ladislav Legenstein | 6-2, 6-2, 7-5 |  |

### Finale en double messieurs
| No | Date | Nom et lieu du tournoi                   | Catégorie | Surface      | Vainqueurs                  | Partenaire  | Score         |  |
| -- | ---- | ---------------------------------------- | --------- | ------------ | --------------------------- | ----------- | ------------- |  |
| 1  | 1958 | Tournoi de tennis de Barcelone Barcelone |           | Terre (ext.) | Jaroslav Drobný Budge Patty | Mervyn Rose | 7-5, 6-3, 6-2 |  |

### Finale en double mixte
| No | Date       | Nom et lieu du tournoi                  | Catégorie | Surface      | Vainqueurs                  | Partenaire    | Score    |          |
| -- | ---------- | --------------------------------------- | --------- | ------------ | --------------------------- | ------------- | -------- | -------- |
| 1  | 21-11-1957 | South Australian Championships Adélaïde |           | Gazon (ext.) | Angela Mortimer Robert Howe | Daphne Seeney | 6-1, 7-5 | Parcours |